# Nemacheilus tuberigum
Nemacheilus tuberigum es una especie de peces de la familia Balitoridae en el orden de los Cypriniformes.

## Morfología
• Los machos pueden llegar alcanzar los 4,9 cm de longitud total.

## Distribución geográfica
Se encuentran en Indonesia (Sumatra ).

## Hábitat
Es un pez de agua dulce.